# 1. ŽNL Karlovačka 2005./06.

## Tablica
| Mj. | Klub                         | Sus. | Pobj. | Ner. | Por. | GR.   | Bod. |
| --- | ---------------------------- | ---- | ----- | ---- | ---- | ----- | ---- |
| 1.  | NK Duga Resa                 | 22   | 16    | 2    | 4    | 59:24 | 50   |
| 2.  | NK Croatia '78 Žakanje       | 22   | 16    | 2    | 4    | 40:24 | 50   |
| 3.  | NK Ilovac Karlovac           | 22   | 15    | 4    | 3    | 55:16 | 49   |
| 4.  | NK Slunj                     | 22   | 14    | 3    | 5    | 56:20 | 45   |
| 5.  | NK Zrinski Ozalj             | 22   | 9     | 7    | 6    | 45:24 | 34   |
| 6.  | NK Vrlovka Kamanje           | 22   | 10    | 4    | 8    | 28:26 | 34   |
| 7.  | NK Mladost Zagorje Ogulinsko | 22   | 10    | 2    | 10   | 39:38 | 32   |
| 8.  | NK Dobra Sveti Petar         | 22   | 6     | 5    | 11   | 31:61 | 23   |
| 9.  | NK Kupa Donje Mekušje        | 22   | 5     | 3    | 14   | 32:53 | 18   |
| 10. | NK Cetingrad                 | 22   | 4     | 3    | 15   | 29:70 | 15   |
| 11. | NK Mrežnica Zvečaj           | 22   | 3     | 4    | 15   | 13:49 | 13   |
| 12. | NK Vojnić '95                | 22   | 1     | 7    | 14   | 12:51 | 10   |

## Rezultati
| NK Duga Resa - NK Croatia '78 Žakanje 7:2 NK Mrežnica Zvečaj - NK Ilovac Karlovac : NK Vrlovka Kamanje - NK Vojnić '95 : NK Kupa Donje Mekušje - NK Slunj : NK Dobra Sveti Petar - NK Cetingrad : NK Zrinski Ozalj - NK Mladost Zagorje Ogulinsko :              | NK Duga Resa - NK Mrežnica Zvečaj 1:0 | NK Dobra Sveti Petar - NK Duga Resa 1:2 |
| NK Duga Resa - NK Zrinski Ozalj 3:3 NK Croatia '78 Žakanje - NK Slunj : NK Ilovac Karlovac - NK Kupa Donje Mekušje : NK Mladost Zagorje Ogulinsko - NK Vojnić '95 : NK Mrežnica Zvečaj - NK Dobra Sveti Petar : NK Cetingrad - NK Vrlovka Kamanje :              | NK Vrlovka Kamanje - NK Ilovac Karlovac : NK Zrinski Ozalj - NK Mrežnica Zvečaj : NK Kupa Donje Mekušje - NK Duga Resa 1:2 NK Dobra Sveti Petar - NK Croatia '78 Žakanje : NK Vojnić '95 - NK Cetingrad : NK Slunj - NK Mladost Zagorje Ogulinsko :           | NK Ilovac Karlovac - NK Vojnić '95 : NK Duga Resa - NK Vrlovka Kamanje 2:1 NK Croatia '78 Žakanje - NK Mladost Zagorje Ogulinsko : NK Dobra Sveti Petar - NK Zrinski Ozalj : NK Cetingrad - NK Slunj : NK Mrežnica Zvečaj - NK Kupa Donje Mekušje :                             |
| NK Vojnić '95 - NK Duga Resa 1:2 NK Slunj - NK Ilovac Karlovac : NK Vrlovka Kamanje - NK Mrežnica Zvečaj : NK Kupa Donje Mekušje - NK Dobra Sveti Petar : NK Zrinski Ozalj - NK Croatia '78 Žakanje : NK Mladost Zagorje Ogulinsko - NK Cetingrad :              | NK Croatia '78 Žakanje - NK Cetingrad : NK Duga Resa - NK Slunj 2:0 NK Mrežnica Zvečaj - NK Vojnić '95 : NK Dobra Sveti Petar - NK Vrlovka Kamanje : NK Zrinski Ozalj - NK Kupa Donje Mekušje : NK Ilovac Karlovac - NK Mladost Zagorje Ogulinsko :           | NK Cetingrad - NK Ilovac Karlovac : NK Mladost Zagorje Ogulinsko - NK Duga Resa 0:6 NK Kupa Donje Mekušje - NK Croatia '78 Žakanje : NK Slunj - NK Mrežnica Zvečaj : NK Vrlovka Kamanje - NK Zrinski Ozalj : NK Vojnić '95 - NK Dobra Sveti Petar :                             |
| NK Duga Resa - NK Cetingrad 2:1 NK Croatia '78 Žakanje - NK Ilovac Karlovac : NK Dobra Sveti Petar - NK Slunj : NK Mrežnica Zvečaj - NK Mladost Zagorje Ogulinsko : NK Kupa Donje Mekušje - NK Vrlovka Kamanje : NK Zrinski Ozalj - NK Vojnić '95 :              | NK Cetingrad - NK Mrežnica Zvečaj : NK Vrlovka Kamanje - NK Croatia '78 Žakanje : NK Vojnić '95 - NK Kupa Donje Mekušje : NK Slunj - NK Zrinski Ozalj : NK Mladost Zagorje Ogulinsko - NK Dobra Sveti Petar : NK Ilovac Karlovac - NK Duga Resa 0:1           | NK Ilovac Karlovac - NK Mrežnica Zvečaj 2:0 ↓1 NK Croatia '78 Žakanje - NK Duga Resa 3:2 ↓1 NK Vojnić '95 - NK Vrlovka Kamanje 0:2 ↓1 NK Slunj - NK Kupa Donje Mekušje 7:0 ↓1 NK Cetingrad - NK Dobra Sveti Petar 1:2 ↓1 NK Mladost Zagorje Ogulinsko - NK Zrinski Ozalj 0:3 ↓1 |
| NK Mrežnica Zvečaj - NK Duga Resa 0:0 | NK Duga Resa - NK Dobra Sveti Petar 8:1 | NK Zrinski Ozalj - NK Duga Resa 2:1 NK Slunj - NK Croatia '78 Žakanje 0:0 NK Kupa Donje Mekušje - NK Ilovac Karlovac 0:1 NK Vojnić '95 - NK Mladost Zagorje Ogulinsko 0:2 NK Dobra Sveti Petar - NK Mrežnica Zvečaj 1:0 NK Vrlovka Kamanje - NK Cetingrad 2:0                   |
| NK Ilovac Karlovac - NK Vrlovka Kamanje 0:0 NK Mrežnica Zvečaj - NK Zrinski Ozalj 0:0 ↓2 NK Duga Resa - NK Kupa Donje Mekušje 7:1 NK Croatia '78 Žakanje - NK Dobra Sveti Petar 1:0 NK Cetingrad - NK Vojnić '95 0:0 NK Mladost Zagorje Ogulinsko - NK Slunj 1:0 | NK Vojnić '95 - NK Ilovac Karlovac 1:1 NK Vrlovka Kamanje - NK Duga Resa 0:1 NK Mladost Zagorje Ogulinsko - NK Croatia '78 Žakanje 3:0 NK Zrinski Ozalj - NK Dobra Sveti Petar 7:0 NK Slunj - NK Cetingrad 2:0 NK Kupa Donje Mekušje - NK Mrežnica Zvečaj 6:0 | NK Duga Resa - NK Vojnić '95 2:1 NK Ilovac Karlovac - NK Slunj 2:1 NK Mrežnica Zvečaj - NK Vrlovka Kamanje 0:1 NK Dobra Sveti Petar - NK Kupa Donje Mekušje 2:1 NK Croatia '78 Žakanje - NK Zrinski Ozalj 1:2 NK Cetingrad - NK Mladost Zagorje Ogulinsko 0:4                   |
| NK Cetingrad - NK Croatia '78 Žakanje 3:2 NK Slunj - NK Duga Resa 3:1 NK Vojnić '95 - NK Mrežnica Zvečaj 0:0 NK Vrlovka Kamanje - NK Dobra Sveti Petar 2:0 NK Kupa Donje Mekušje - NK Zrinski Ozalj 1:3 NK Mladost Zagorje Ogulinsko - NK Ilovac Karlovac 2:1    | NK Ilovac Karlovac - NK Cetingrad 5:2 NK Duga Resa - NK Mladost Zagorje Ogulinsko 2:0 NK Croatia '78 Žakanje - NK Kupa Donje Mekušje 4:1 NK Mrežnica Zvečaj - NK Slunj 1:2 NK Zrinski Ozalj - NK Vrlovka Kamanje 0:0 NK Dobra Sveti Petar - NK Vojnić '95 1:1 | NK Cetingrad - NK Duga Resa 1:4 NK Ilovac Karlovac - NK Croatia '78 Žakanje 1:3 NK Slunj - NK Dobra Sveti Petar 5:3 NK Mladost Zagorje Ogulinsko - NK Mrežnica Zvečaj 5:0 NK Vrlovka Kamanje - NK Kupa Donje Mekušje 2:1 NK Vojnić '95 - NK Zrinski Ozalj 1:1                   |
| NK Mrežnica Zvečaj – NK Cetingrad 2:1 NK Croatia '78 Žakanje – NK Vrlovka Kamanje 2:1 NK Kupa Donje Mekušje – NK Vojnić '95 3:1 NK Zrinski Ozalj – NK Slunj 0:1 NK Dobra Sveti Petar – NK Mladost Zagorje Ogulinsko 1:0 NK Duga Resa – NK Ilovac Karlovac 1:2    | | |